# Martín Palermo
Martín Palermo (n. 7 noiembrie 1973, La Plata, Argentina) este un fost jucător de fotbal argentinian, care ultima dată a jucat pentru Boca Juniors și pentru Echipa națională de fotbal a Argentinei.

## Palmares

### Echipa
- Estudiantes
  - Primera B Nacional: 1994–95

- Boca Juniors
  - Primera División: 1998 Apertura, 1999 Clausura, 2000 Apertura, 2005 Apertura, 2006 Clausura, 2008 Apertura
  - Copa Libertadores: 2000, 2007
  - Copa Intercontinental: 2000
  - Copa Sudamericana: 2004, 2005
  - Recopa Sudamericana: 2006, 2008